# 阪正臣

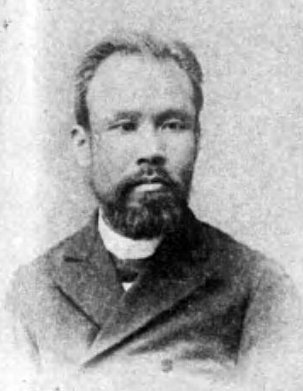
阪正臣

阪 正臣（ばん まさおみ、安政2年3月22日（1855年5月8日） - 昭和6年（1931年）8月26日）は、日本の歌人、書家、古筆研究家、宮内省御歌所寄人。正四位勲三等。
本名は坂 正臣。通称は丈右衛門。号は、敬簡・樅屋・樅園。

## 来歴
愛知県の名古屋に生まれる。国学を平田銕胤・権田直助に学び、和歌を坂広雄・富樫広厚に学ぶ。砥鹿神社、鎌倉宮、伊勢皇太神宮奉仕などを経て、華族女学校教授に就任。御歌所寄人や大嘗祭主基方歌作者を務めた。1922年刊行の『明治天皇御集』の浄書も手がけた。
御歌所長である高崎正風や大口周魚らが結成した難波津会（上代様の仮名書道研究会）に所属した。穏健な親しみやすい仮名で、女子用書道教科書の手本を書いたため、その書風が流行した。石碑の書も手がけ、全国に25基ほどの石碑を確認できる。
墓所は青山霊園にある。
息子の阪匡身は、父の遺稿を整理して『樅屋全集』を編纂した。匡身は、海軍少将の時に戦艦扶桑の艦長を務め、1944年10月25日、レイテ沖海戦のスリガオ海峡の戦いで、扶桑が米艦隊に撃沈された際に死亡した。戦死後、海軍中将に任じられた。

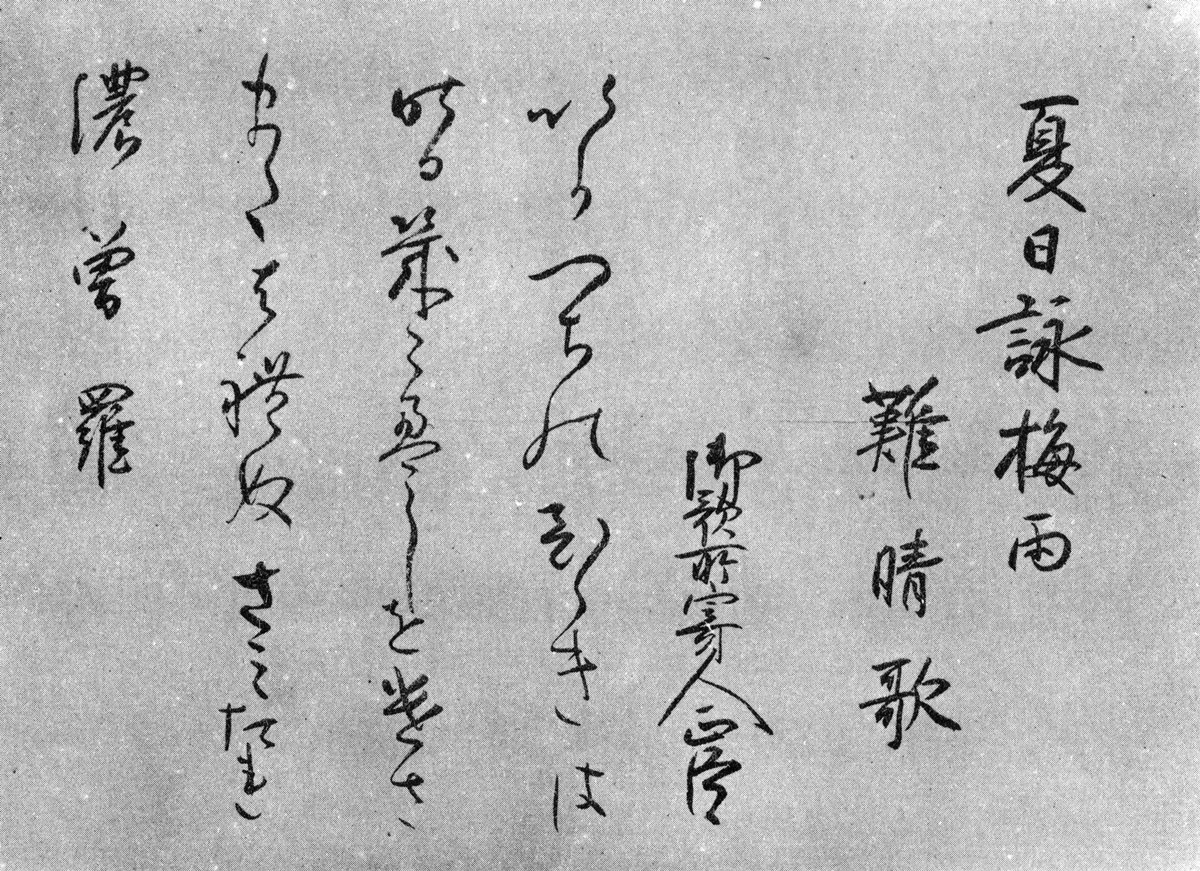
懐紙

## 著書
- 『樅屋詠草』
- 『樅屋全集』1932年8月、非売品
- 『樅の小枝』
- 『正臣歌集』
- 『ちたのはぐさ』

## 脚註
1. 1 2 3 4 5  中野幸一「資料紹介 阪正臣『香実荘の記』」『早稲田大学図書館紀要』第38巻、早稲田大学図書館、1993年5月、1-10頁。
2. 1 2 3 4 5 6 7 8  八木意知男「阪正臣研究(承前)『樅屋全集』拾遺補正」『立命館文学』第630巻、立命館大学人文学会、2013年3月、731-744頁、doi:10.34382/00006403。
3. ↑  20世紀日本人名事典『阪 正臣』 - コトバンク
4. ↑  林淳『近世・近代の著名書家による石碑集成-日下部鳴鶴・巌谷一六・金井金洞ら28名1500基-』収録「阪茅田石碑一覧表」（勝山城博物館　2017年）